# Wayne Static
Wayne Static, skutečným jménem Wayne Richard Wells (4. listopadu 1965, Muskegon, Michigan, USA – 1. listopadu 2014) byl americký zpěvák a kytarista kapely Static-X.

## Život
Narodil se ve čtyřicetitisícovém městečku Muskegonu ve státě Michigan, ale jeho domovským městem bylo Shelby. Jeho sestra a rodiče stále žijí v Muskegonu. Až do své smrti žil jako zbytek kapely, v Kalifornii, v městečku Burbank, blízko Los Angeles.
Když mu byly 3 roky, dostal dětskou kytaru, skutečnou dostal v sedmi. Začal brát lekce, které mohl zaplatit až za rok, potom, co vyhrál talentovou soutěž s písní Skip to My Lou. Začal studovat Western Michigan University v Kalamazoo, patřil mezi nejlepší ze třídy, ale po dvou letech studia zanechal, protože neměl dostatek času věnovat se muzice. Než se stal zpěvákem živil se nejrůznějšími pracemi. Ještě před Static-X působil v kapele Deep Blue Dream. První kapela kterou založil se jmenovala Black Diamond, podle jednoho songu Kiss, a hrála všechny písně od Kiss. Přibližně 7 let měl přítelkyni Vanessu, jejich vztah skončil překvapivě v létě 2007 a ještě překvapivěji se Wayne v lednu 2008 oženil v Las Vegas s (ex)pornoherečkou Terou Wray.

## Smrt
Static zemřel 1. listopadu 2014 v Landers, Kalifornie, tři dny před jeho 49. narozeninami. Vyčerpal polovinu pilulek s oxykodonem a alkoholu ráno, než odešel do postele se svou ženou Tere Wrayovou. Znovu se probudila a zjistila, že zemřel ve spánku. Jeho rodina vydala prohlášení, že zvěsti o jeho úmrtí souvisejících s drogami byly falešné, a poznamenala, že on a Wray přestali užívat nedovolené drogy v roce 2009. Pitva později potvrdila, že Static zemřel na mnohočetnou lékovou toxicitu na předpis, skládající se z léků proti bolesti oxykodonu, hydromorfonu a léku proti úzkosti alprazolamu v kombinaci s alkoholem, ačkoli zpráva také poznamenala, že roky minulého "chronického léku na předpis a alkoholu" byly přispívajícím faktorem.

## Funkce v kapele
Byl to zakladatel a frontman skupiny. Vymyslel většinu textů a hudby. V jednom z rozhovorů dokonce prohlásil, že se cítí více jako skladatel, než jako hudebník. Byl hlavním zpěvákem, hrál na kytaru a programoval. Spolu-produkoval všechna alba, na posledních dvou byl hlavním producentem.

## Zajímavosti, koníčky
Byl převážně vegetarián, jedl jen rybí maso na Vánoce, neměl rád mléko, radši měl pivo a whisky Crown Royal. Doma měl 5 koček (Buttmunch, Pancake Face, Giesha, Mr. Big, Snowy), 2 psy (Lady a Brutus) a pár krys ve sklepě (Speedy, Jesus, and Jorge). Mezi jeho koníčky patřila především terénní auta, která proháněl skoro každý víkend v poušti, dokonce se jednou objevil na obálce motoristického magazínu. Svůj volný čas trávil především prací na terénních autech, opravováním domu a psaním textů. Mezi jeho oblíbence patřili hlavně Kiss, kteří ho inspirovali k tomu stát se rockovou hvězdou, při tvorbě zvuku Static-X ho ovlivnilo album Prodigy The Fat Of The Land, sám poslouchal kapely Journey a Skinny Puppy. Mezi jeho oblíbené filmy patřily: 2001 vesmírná odysea, Planeta opic, Vanilla Sky, The Shining, Old School. Oblíbené seriály: Rescue Me, Plastická chirurgie s.r.o., Přátelé. Občas spolupracoval i s jinými skupinami např. videoklip X-Ecutioners a Silent Civilian, songy: Soil, Godhead, Skinny Pumpy, Dead Prez, My Evolution

## Image
Pěstoval si dlouhou bradku (zabralo 6 let jí vypěstovat), zkracoval si jí jen když se mu začala zamotávat do kytary. Dalším jeho význačným rysem byly vlasy typicky postavené vzhůru. Normálně trvalo přibližně 20 minut, než si je pomocí spreje a fénu postavil, ale poslední dobou uváděl, že si je takto upravuje už jen párkrát do týdne, jinak stojí už skoro přirozeně. K této image ho inspirovaly dvě kapely (Sisters of Mercy a The Cure), které měl rád v 80. letech. Měřil 177 cm s vlasy dolů. V roce 2009 si pořídil dvě tetování - na pravém předloktí písmena "T W" (pravděpodobně iniciály Tera Wray) a na levém předloktí čínské znaky. Nosil piercing v nose a náušnice.